# Sierras de Alcubierre y Sigena
Sierras de Alcubierre y Sigena este o arie protejată (arie specială de conservare — SAC, sit de importanță comunitară — SCI) din Spania întinsă pe o suprafață de 47.049,61 ha, integral pe uscat.

## Localizare
Centrul sitului Sierras de Alcubierre y Sigena este situat la coordonatele 41°44′33″N 0°25′26″W / 41.7425°N 0.423894°V.

## Înființare
Situl Sierras de Alcubierre y Sigena a fost declarat sit de importanță comunitară în iulie 2000 pentru a proteja 1 specie de plante și 1 specie de animale. Situl a fost protejat și ca arie specială de conservare în februarie 2021.

## Biodiversitate
Situată în ecoregiunea mediteraneană, aria protejată conține 12 habitate naturale: Vegetație gipsofilă iberică (Gypsophiletalia), Pajiști umede mediteraneene cu ierburi înalte de Molinio-Holoschoenion, Tufărișuri termo-mediteraneene și de pre-deșert, Galerii și tufărișuri riverane sudice (Nerio-Tamaricetea și Securinegion tinctoriae), Păduri de Quercus ilex și Quercus rotundifolia, Matorral arborescenți cu Juniperus spp., Pseudostepă cu ierburi și specii anuale de Thero-Brachypodietea, Lande oro-mediteraneene cu formațiuni endemice de grozamă, Tufărișuri halo-nitrofile (Pegano-Salsoletea), Păduri iberice de Quercus faginea și Quercus canariensis, Păduri endemice cu Juniperus spp., Păduri de pin mediteraneene cu pini mezogeni endemici.
La baza desemnării sitului se află mai multe specii protejate:
- plante (1): Boleum asperum
- nevertebrate (1): croitorul mare al stejarului (Cerambyx cerdo)

Pe lângă speciile protejate, pe teritoriul sitului au mai fost identificate 8 specii de plante, 29 de specii de păsări, 4 specii de amfibieni, 2 specii de mamifere, 1 specie de nevertebrate, 3 specii de reptile.